# Сен-Жери (Дордонь)
Сен-Жери́ (фр. Saint-Géry) — коммуна во Франции, находится в регионе Аквитания. Департамент — Дордонь. Входит в состав кантона Пеи-де-ла-Форс. Округ коммуны — Бержерак.
Код INSEE коммуны — 24420.

## География
Коммуна расположена приблизительно в 460 км к югу от Парижа, в 75 км восточнее Бордо, в 39 км к юго-западу от Перигё.

### Климат
Климат умеренный океанический со средним уровнем осадков, которые выпадают преимущественно зимой. Лето здесь долгое и тёплое, однако также довольно влажное, здесь не бывает регулярных периодов летней засухи. Средняя температура января — 5 °C, июля — 18 °C. Изредка вследствие стечения неблагоприятных погодных условий может наблюдаться непродолжительная засуха или случаются поздние заморозки. Климат меняется очень часто, как в течение сезона, так и год от года.

## Население
Население коммуны на 2010 год составляло 212 человек.
| 1962 | 1968 | 1975 | 1982 | 1990 | 1999 | 2010 |
| ---- | ---- | ---- | ---- | ---- | ---- | ---- |
| 274  | 258  | 233  | 203  | 207  | 193  | 212  |

## Администрация
| Период | Период | Фамилия          | Партия       | Примечания |
| ------ | ------ | ---------------- | ------------ | ---------- |
| 1996   | 2008   | Жаклин Ру        |              |            |
| 2008   | 2014   | Патрик Лалиман   | беспартийный | пенсионер  |
| 2014   | 2020   | Себастьян Бурден |              |            |

## Экономика
В 2010 году среди 133 человек трудоспособного возраста (15-64 лет) 93 были экономически активными, 40 — неактивными (показатель активности — 69,9 %, в 1999 году было 61,0 %). Из 93 активных жителей работали 74 человека (40 мужчин и 34 женщины), безработных было 19 (8 мужчин и 11 женщин). Среди 40 неактивных 10 человек были учениками или студентами, 20 — пенсионерами, 10 были неактивными по другим причинам.

## Фотогалерея
- Сен-Жери
- Карта коммуны